# .hk
.hk는 홍콩의 인터넷 국가 코드 최상위 도메인이다. 1990년 시행되었다.
2004년까지는, .hk 하에 매우 적은 수의 2차 도메인이 존재하였었다. 또한 보통의 경우 3차 도메인만 등록 가능하였다.
다음은 주요 3차 도메인이다:
.com.hk - 영리 조직
.edu.hk - 교육 기관
.gov.hk - 정부
.idv.hk - 개인
.net.hk - 네트워크 서비스 사업자
.org.hk - 비영리 조직
이른바 "역사적인" 이유로 인해, 다음 기관은 2차 도메인으로 등록되었다:
.ust.hk - 홍콩 과학기술대학,
.hku.hk - 홍콩 대학,
하지만, 2004년에 이르러, 2차 .hk 도메인을 등록하는 길이 열렸다. 앞으로 이것들이 흔해질 전망이다.

## 같이 보기
- .cn
- .mo